# Kloof
Kloof ist eine Stadt in der Metropolgemeinde eThekwini, Provinz KwaZulu-Natal in Südafrika. 2011 hatte sie 29.704 Einwohner. Kloof befindet sich etwa 20 Autominuten von Durban entfernt.
Durch die Höhenlage von 560 Metern über dem Meeresspiegel ist die Luftfeuchtigkeit deutlich niedriger als direkt an der Küste.
Die Kloof Falls Lodge liegt am Rand des Naturreservats Krantzkloof und ermöglicht den Blick auf einen Wasserfall und eine Schlucht.